# Смиљко Костић
Смиљко Костић (Житорађа, 22. фебруар 1945) је био дугогодишњи радник, а затим и генерални директор ДИН-а у периоду од 1984. до фебруара 1998, и градоначелник Ниша од 2004. до 2008. године. Био је и један од шесторице политичара СПС-а из Ниша који су служили као народни посланици у првом сазиву Народне скупштине, који је изабран на парламентарним изборима у Србији 1991. Широј јавности Србије је највероватније познат по култном клипу на Јутјубу у коме локални Нишлија коментарише дотадашње резултате другог круга избора за градоначелника Ниша 2004.

## Биографија
Рођен је 22. фебруара 1945. у Житорађи. Основну и средњу школу је ту завршио, а као војни стипендиста је у Нишу завршио Машински факултет након чега је почео да ради као асистент. Завршио је и војну школу и има чин резервног капетана прве класе.
Године 1971. са 26 година прелази да ради у ДИН. Прошао је пут од приправника, шефа машинске радионице, главног пројектанта и техничког директора до генералног директора. Патентирао је неколико проналазака и техничких унапређења. Као генерални директор водио је ДИН од 1984. до 1998. године.
Почетком деведесетих постаје члан СПС и бива посланик у првом вишестраначком сазиву Скупштине Србије.
Године 1998. бива ухапшен под оптужбама о корупцији које касније током суђења нису потврђене. У притвору је провео 32 месеца.
Након суђења враћа се у политички живот и постаје градоначелник Ниша на изборима за градоначелника Ниша 2004. На месту градоначелника остао је до 2008. године.
Био је ожењен Лидијом која је погинула 21. октобра 2012. године.